# John Murray Corse
John Murray Corse (né le 27 avril 1835 et décédé le  27 avril 1893 à Winchester, État du Massachusetts) fut un brigadier-général de l'Union.
Il est enterré à Burlington dans le comté de Des Moines, État de l'Iowa.

## Avant la guerre
John Murray Corse a quitté l'académie militaire de West Point, le 23 avril 1855, après deux ans de scolarité pour faire du droit.

## Guerre de Sécession
Au début du conflit, John Murray Corse s'engage en tant que commandant le 13 juillet 1863 dans le 6th Iowa Volunteer Infantry. Il est affecté à l'état-major du major-général John Pope lors des opérations contre les installations de l'île no 10 (Island Number Ten) et New Madrid, sur le Mississippi.
Il est promu lieutenant-colonel le 21 mai 1862.
Il est promu colonel le 29 mars 1863 et participe à la bataille de Corinth ainsi qu'aux opérations qui aboutiront à la prise de Vicksburg. Il est breveté brigadier-général le 11 août 1863.
Il participe à la bataille de Chickamauga et est blessé lors de la bataille de Chattanooga. Il participe ensuite à la campagne d'Atlanta sous les ordres du général Sherman.
Il commande la 2d division du XVIe Corps en juillet 1864.
Il est breveté major-général le 5 octobre 1864 pour « service continu et long » et « bravoure spéciale » à la bataille d'Allatoona.

### Allatoona Pass
John Murray Corse est alors charger de sécuriser les lignes de communication de l'armée de l'Union à Allatoona Pass en Géorgie. Il se trouve confronté aux troupes, supérieures en nombre, du général confédéré French. À l'injonction du général French de se rendre « pour éviter une effusion de sang inutile », John Murray Corse répond :
« 
Nous sommes préparés pour « l'effusion de sang inutile » à votre convenance
 »
Avec ses troupes, il réussit à protéger la ligne de chemin de fer entre l'Ouest et l'Atlantique au prix de pertes atteignant 20%. Il est blessé lors de cet engagement.
Il participe ensuite à la marche de Sherman vers la mer et prend le commandement de la 4th division du XVe Corps, lors de la campagne des Carolines.

## Après la guerre
À la fin du conflit, John Murray Corse refuse d'entrer dans l'armée régulière. Il est libéré du service actif des volontaires le 30 avril 1866. Il devient receveur des postes à Boston dans le Massachusetts et président du Massachusetts State Democratic Committee.